# دون روز (لاعب كرة قاعدة)
دون روز (بالإنجليزية: Don Rose)‏ هو لاعب كرة قاعدة أمريكي، ولد في 19 مارس 1947 في كوفينا في الولايات المتحدة.

## وصلات خارجية
- دون روز على موقعبيزبول رفرنس.كوم (الدوري الرئيسي) (الإنجليزية)
- دون روز على موقعبيزبول رفرنس.كوم (الدوري الثانوي) (الإنجليزية)